# Hylarana nicobariensis
Hylarana nicobariensis är en groddjursart som först beskrevs av Ferdinand Stoliczka 1870.  Hylarana nicobariensis ingår i släktet Hylarana och familjen egentliga grodor. IUCN kategoriserar arten globalt som livskraftig. Inga underarter finns listade i Catalogue of Life.